# إقليم كانكان
إقليم كانكان هو إقليم في غينيا، بلغ عدد سكانه 1,467,000 نسمة وذلك حسب إحصائيات سنة 2009، عاصمته كانكان، تبلغ مساحته 72,145.0 كيلومتر مربع.

## الموقع
يشترك في الحدود مع:
- إقليم نزيريكوري
- إقليم فرانه.

## المحافظات
يشمل إقليم كانكان على المحافظات التالية:
| المحافظة       | العاصمة | السكان (2014) | المساحة (كم²) |
| -------------- | ------- | ------------- | ------------- |
| محافظة كانكان  | كانكان  | 273,538       | 19,750        |
| محافظة كرواني  | كيروان  | 70,547        | 7,020         |
| محافظة كوروسا  | كوروسا  | 168,630       | 14,050        |
| محافظة منديانا | منديانا | 135,399       | 12,825        |
| محافظة سيغيري  | سيجويري | 187,002       | 18,500        |